# 안동 안정사 석조여래좌상
안정사석조여래좌상(安定寺石造如來坐像)은 경상북도 안동시 서후면 태장리, 봉정사에 있는 불상이다. 1973년 8월 31일 경상북도의 유형문화재 제44호로 지정되었다.

## 개요
경상북도 안동시 미질동에서 발견된 것으로 안정사에 있었던 것인데, 안동댐 건설로 인해 안정사가 없어지면서 인근의 봉정사로 옮겨 보관하고 있다.
금가루가 칠해져 있어 자칫 금동불상으로 오해를 받기도 하지만 석불이다. 머리에는 상투 모양의 머리묶음이 있고 얼굴은 둥근 편이다. 옷은 양 어깨에 걸쳐 입고 있으며, 가슴부분에 표현된 나비 리본 모양의 매듭이 인상적이다. 손은 오른손을 무릎 위에 올리고 손가락이 아래로 향한 모습으로 땅속의 악귀를 물리친다는 의미를 지닌다.
불상이 앉아있는 대좌(臺座)는 반원형으로 연꽃무늬가 새겨져 있다.

## 참고 문헌
- 안정사석조여래좌상 - 국가유산청 국가유산포털